# Jürgen Eschert
Jürgen Eschert (Magdeburgo, 24 de agosto de 1941) é um velocista alemão na modalidade de canoagem.
Foi vencedor da medalha de Ouro em C-1 1000 metros em Tóquio 1964.